# أرماغيدون إت
«أرماغيدون إت» (بالإنجليزية: Armageddon It)‏، هي أغنية لفرقة الهارد روك البريطانية ديف ليبارد من ألبومها لعام 1987 هستيريا. أُصدرت كأغنية منفردة في 1988 ووصلت للمرتبة الثالثة في الولايات المتحدة (الأغنية الرابعة للفرقة بين أفضل 10 أغانٍ).
العبارة الحقيقية لـ«أرماغيدون إت» مقصود منها أن تكون لعبة كلمات للعبارة «أنا فهمتها» (بالإنجليزية: I'm A Gettin' It)‏، والتي ابتكرتها الفكرة أثناء جلسات التسجيل للألبوم هستيريا. وُصف الأسلوب الصوتي للأغنية بأنه «لقاء بين تي. ريكس وإيدي كوتشران مع أصوات مساعدة»، كما ذكر المغني الرئيسي جو إليوت في الملاحظات الهامشية للألبوم فاولت: ديف ليبارد غريتست هيتس (1980-1995).
الفيديو الموسيقي للأغنية هو الثاني الذي يظهر ديف ليبارد في ميدان مباشر. في 12-13 فبراير 1988، سجلت الفرقة عرضين في مكنيكولس سبورتس أرينا في دنفر، كولورادو لإصدار فيلم مباشر مستقبلي. مع ذلك، بعد شهر، تقرر إصدار «أرماغيدون إت» كالأغنية المنفردة السادسة من ألبوم هستيريا واحتيج بشكل طارئ لمقطع فيديو ترويجي.
من جهة الفرقة، كان هناك تردد بالنسبة لتصوير فيديو مبدئي آخر. بالرغم من سعادتها بنتائج «هستيريا» و«أنيمال»، لم تكن الفرقة راضية عن النتيجة التي ظهرت عليها فكرة «بور سام شغر أون مي».
نتيجة لذلك، خطرت فكرة تصوير فيديو سريع معدل من تسجيل دنفر. كان للأغنية نجاح آخر في المملكة المتحدة بوصولها لأفضل 20 أغنية. بعد بضعة أشهر، أُصدرت الأغنية في الولايات المتحدة وكان لها نجاح أكبر، بوصولها لأفضل ثلاث أغانٍ.
مع ذلك، كانت «بور سام شغر أون مي» الأغنية الأولى التي استُعملت هناك للفكرة «المباشرة» (في الواقع، العديد من المشاهد متماثلة في الأغنيتين)، لكن بدلاً من تصوير فيديو مختلف، أجريت بعض التعديلات الطفيفة باستعمال مقاطع مصورة في أكتوبر في كوليسيوم أومني في أتلانتا، جورجيا.
يوجد مكسان اثنان للأغنية التي ظهرت في الأغنية المنفردة: «ذا أتوميك مكس»، وهو نسخة الألبوم، و«ذا نيوكلير مكس»، وهو النسخة المطولة.

## معلومات عامة
- في النسخة المسجلة (وخلال جولة هستيريا)، سبق العزف الانفرادي بنداء جو إليوت لستيف كلارك: "هيا ستيف، ابدأ" {{إنج|C'mon Steve, get it". بعد موت كلارك في 1991، استُبدل هذا السطر إما بـ"هيا، يا شباب" (بالإنجليزية: C'mon, boys)‏ أو تمت إزالته بالكامل خلال الحفلات الموسيقية.
- يحتوي الوجه ب من الإصدار الأمريكي لـ«أرماغيدون إت» على تحفة عزيزة على معجبي ديف ليبارد، وهي نسخة مقلدة من أغنية إنجلبرت همبردنك، «ريليس مي» لكنها غُنيت بواسطة تقني الغيتار (ولاحقاً مدير الجولات) مالفن مورتماير تحت الاسم المستعار «ستامبوس ماكسيموس». ذكرت ديف ليبارد بدور الغناء المساعد باسم «ذا غود أول' بويز». تُتَذكر الأغنية بكلامها المنمق وفكاهتها، وحولت مورتماير إلى عضو غير رسمي للفرقة. الأغنية موجودة ضمن إعادة الإصدار «النسخة الممتازة» عام 2006 من هستيريا.

## قائمة الأغاني

### سي دي: بلادجن ريفولا / LEPCD4 (المملكة المتحدة) / 870 239-2 (دولياً)
1. «أرماغيدون إت»
2. «رينغ أوف فاير»
3. «أنيمال»
4. «بور سام شغر أون مي»

### 7": بلادجن ريفولا / فيرتيغو / 872 692-7P (كندا) / قرص الصور
1. «أرماغيدون إت»
2. «ريليس مي»

### 7": بلادجن ريفولا / بوليغرام ريكوردز / ميركوري / 872 692-7 (دولياً)
1. «أرماغيدون إت»
2. «ريليس مي»